# Keum
Keum (rusky Кеум) je řeka v Ťumeňské oblasti v Rusku. Je 354 km dlouhá. Povodí má rozlohu 3630 km².

## Průběh toku
Řeka teče přes Vasjuganskou rovinu. Ústí zprava do Děmjanky (povodí Irtyše).

## Vodní stav
Zdroj vody je smíšený s převahou sněhového. Nejvyšších vodních stavů dosahuje od května do července. Také na konci léta a na podzim dochází k povodním.